# Esclassan-Labastide
Esclassan-Labastide (gaskognisch: Esclassan e La Bastida) ist eine französische Gemeinde mit 345 Einwohnern (Stand 1. Januar 2022) im Département Gers in der Region Okzitanien (bis 2015 Midi-Pyrénées); sie gehört zum Arrondissement Mirande und zum Gemeindeverband Val de Gers. Die Bewohner nennen sich Esclassanais/Esclassanaises.

## Geografie
Esclassan-Labastide liegt rund 16 Kilometer südöstlich von Mirande und 25 Kilometer südlich von Auch im Süden des Départements Gers. Die Gemeinde besteht aus den beiden Orten Esclassan und Labastide, zahlreichen Streusiedlungen und Einzelgehöften. Nachbargemeinden sind Lourties-Monbrun im Norden, Masseube im Nordosten und Osten, Panassac im Südosten, Samaran im Süden und Südwesten sowie Saint-Arroman im Westen.

## Geschichte
Im Mittelalter lag Esclassan-Labastide in der Kastlanei Moncassin in der Grafschaft Astarac in der historischen Landschaft Gascogne und teilte deren Schicksal. Esclassan-Labastide gehörte von 1793 bis 1801 zum District Mirande. Seit 1801 ist Esclassan-Labastide dem Arrondissement Mirande zugeteilt und gehörte von 1793 bis 2015 zum Wahlkreis (Kanton) Masseube. Die Gemeinde besteht in der heutigen Form erst seit 1822. Damals vereinigte sich die damalige Gemeinde Esclassan (1821: 282 Einwohner) mit den Gemeinden Labastide (1821: 158 Einwohner) und Lalanne-Recané (1821: 217 Einwohner) zur heutigen Gemeinde.

## Bevölkerungsentwicklung
| Jahr                       | 1962 | 1968 | 1975 | 1982 | 1990 | 1999 | 2006 | 2011 | 2020 |
| Einwohner                  | 237  | 220  | 199  | 207  | 211  | 284  | 336  | 361  | 346  |
| Quellen: Cassini und INSEE |      |      |      |      |      |      |      |      |      |

## Sehenswürdigkeiten
- Kirche Saint-Pierre in Esclassan aus dem 15. Jahrhundert
- Kirche Mariä Geburt in Labastide aus dem 15. Jahrhundert
- zwei Statuen der Jungfrau Maria
- zahlreiche Wegkreuze
- Château d’Esclassan (Schloss in Privatbesitz)
- Denkmal für die Gefallenen[3]

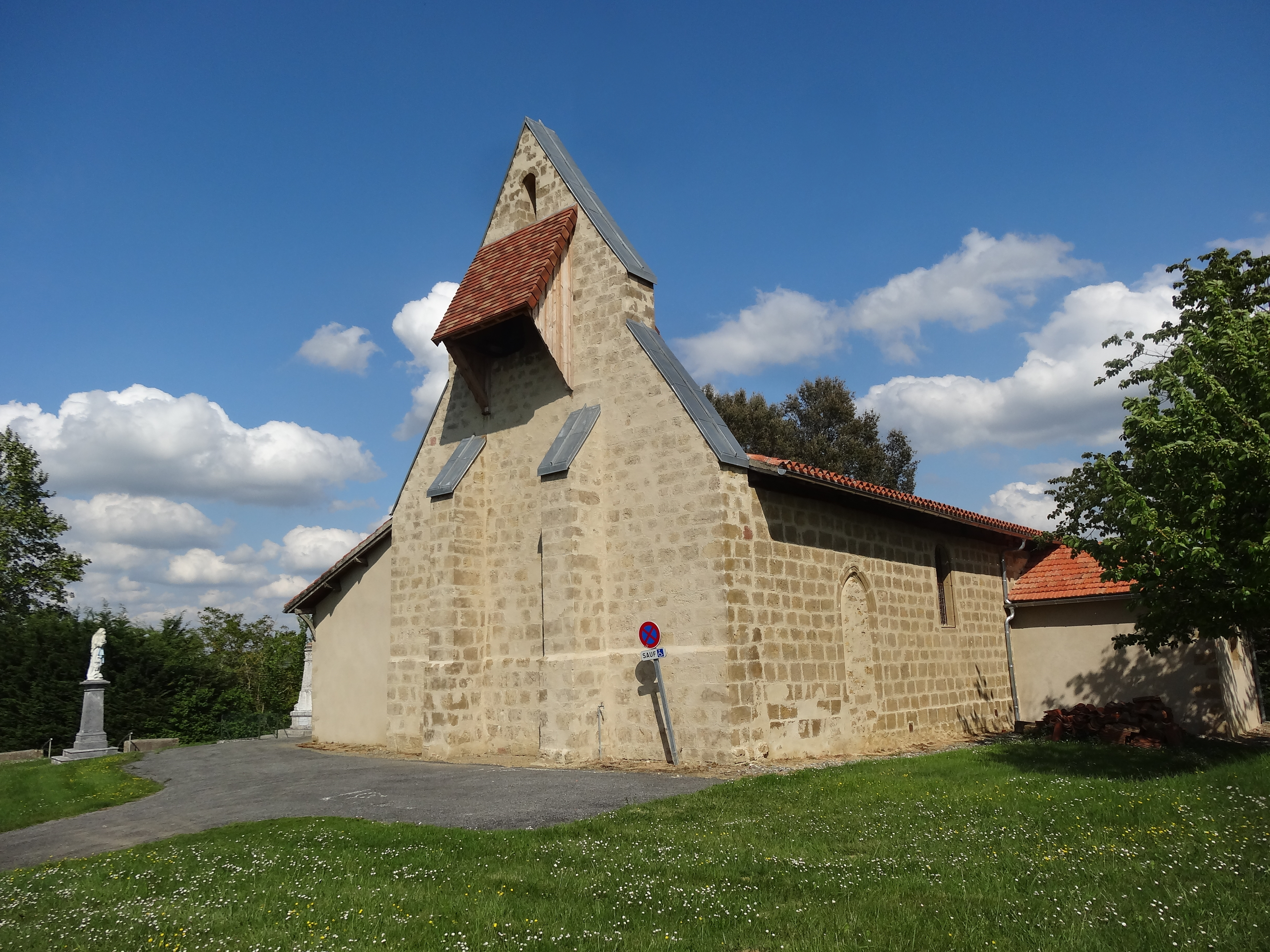
Kirche Saint-Pierre
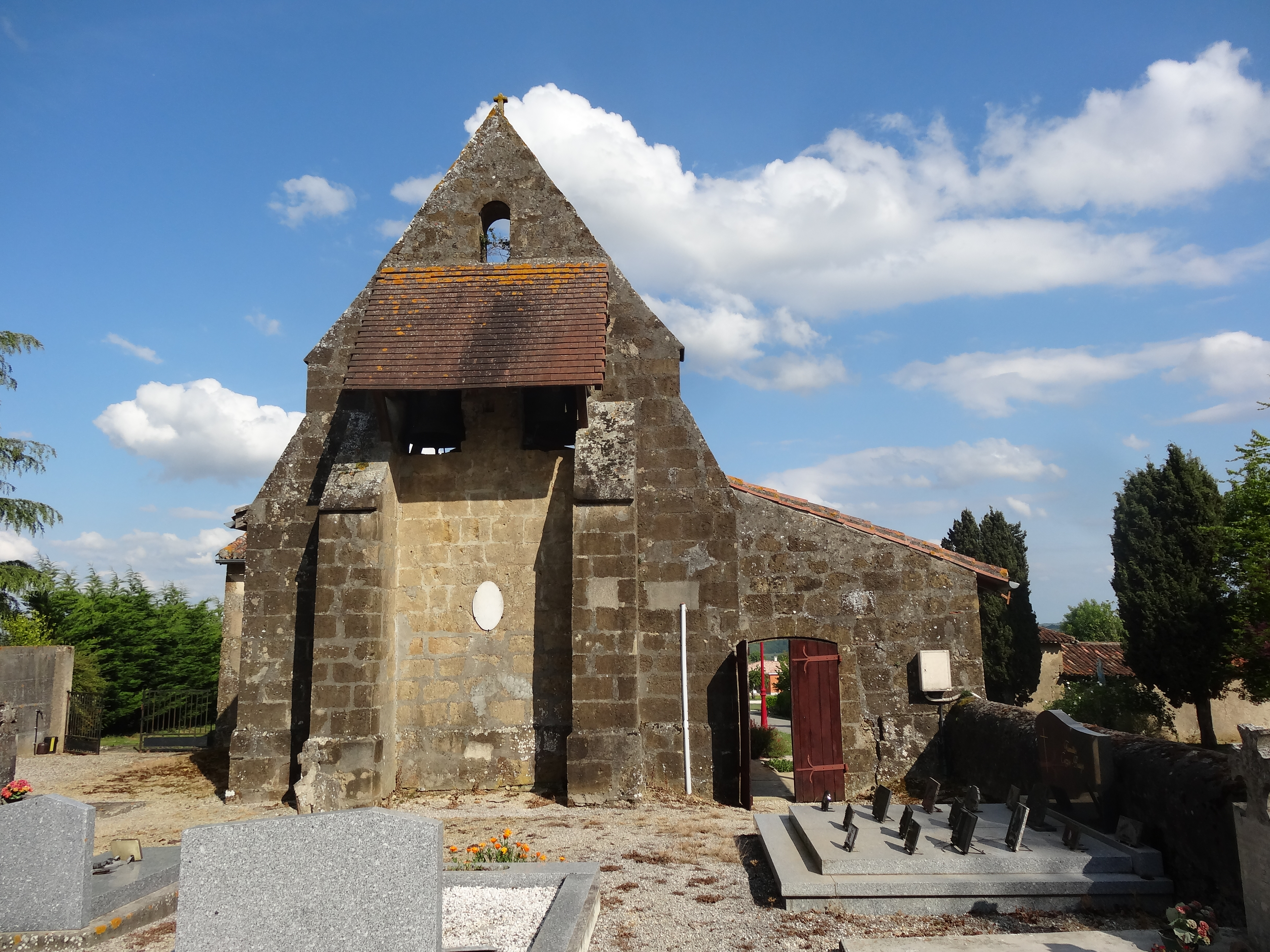
Kirche Mariä Geburt
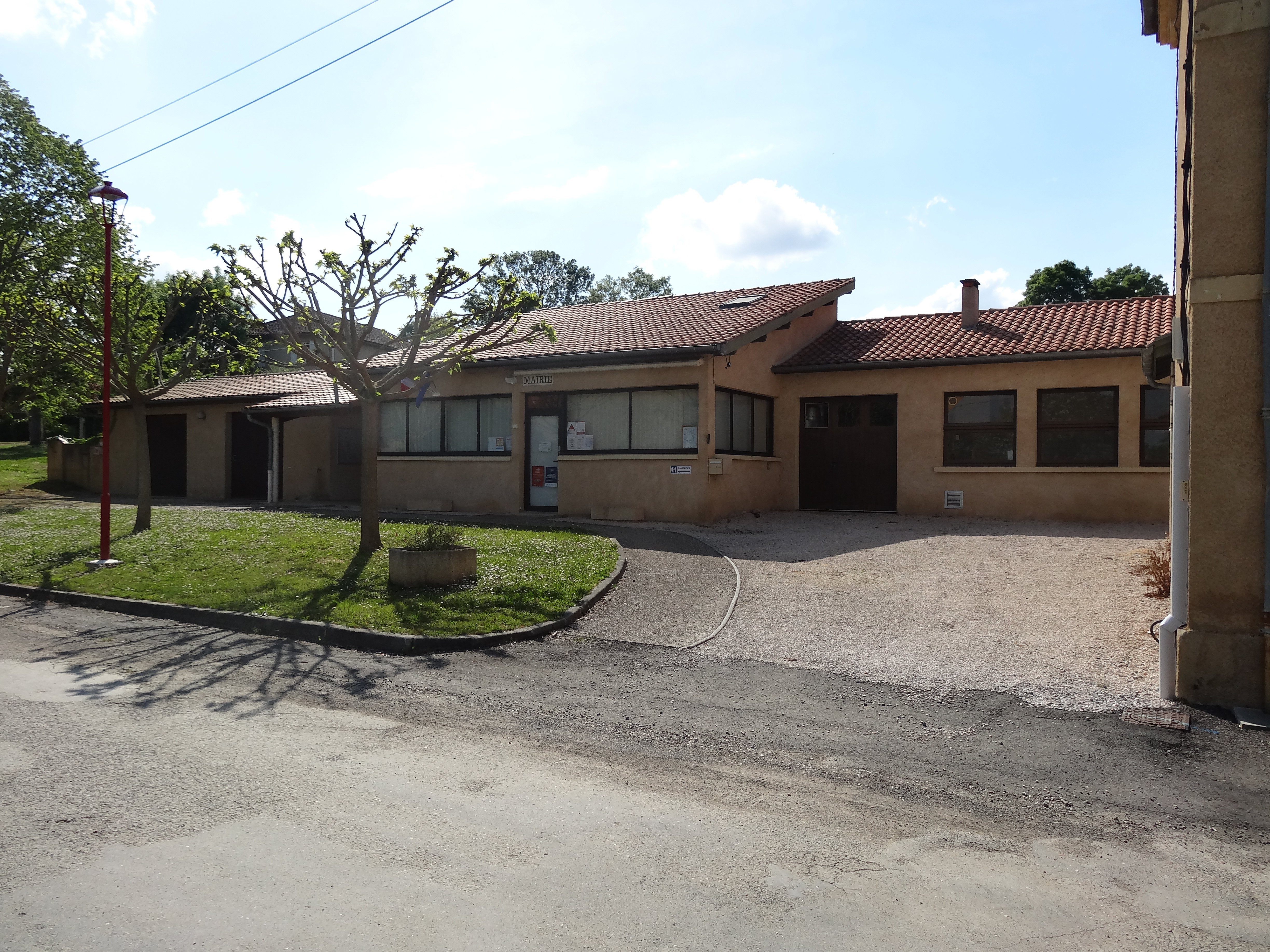
Rathaus
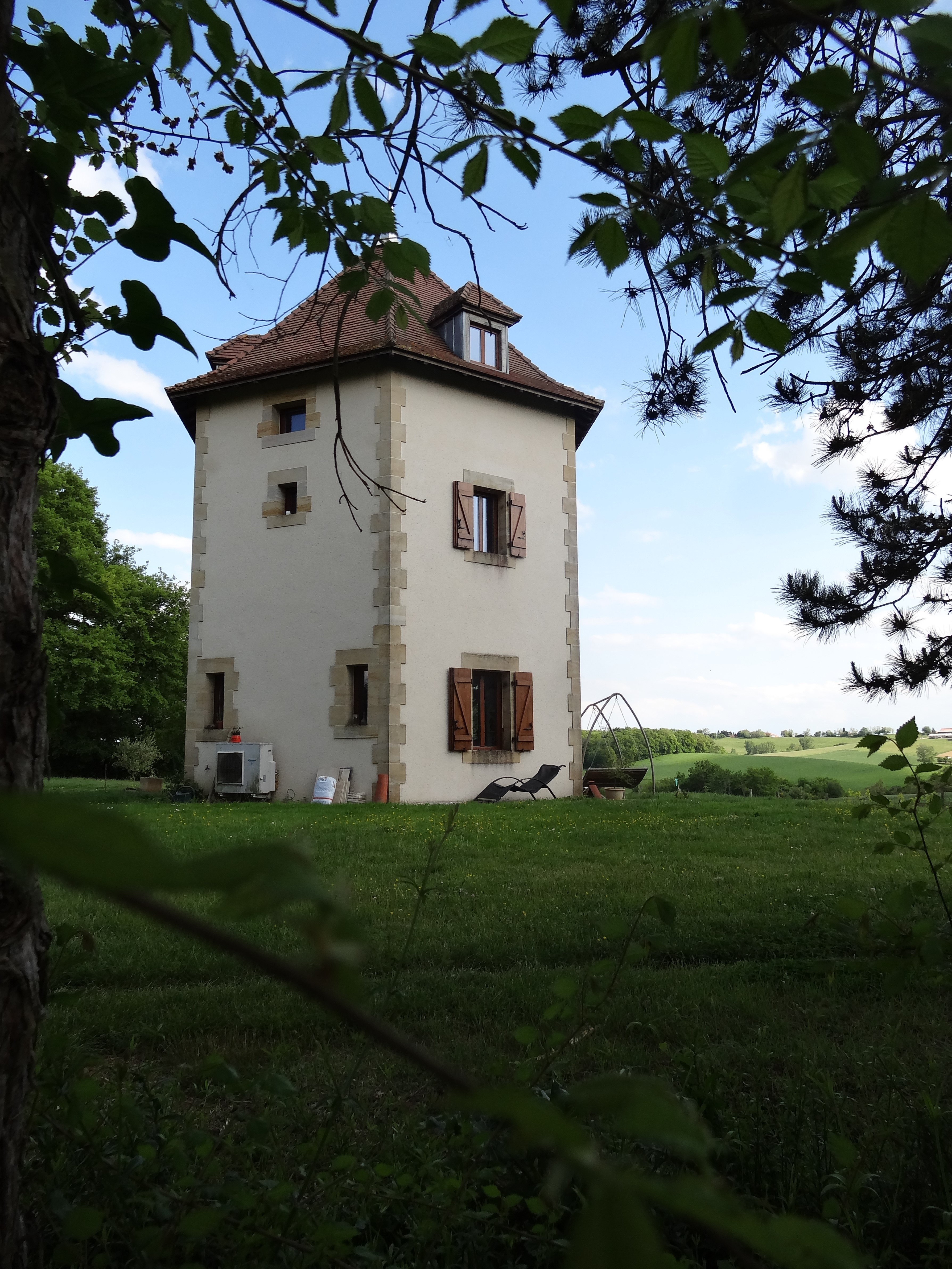
Ehemalige Windmühle
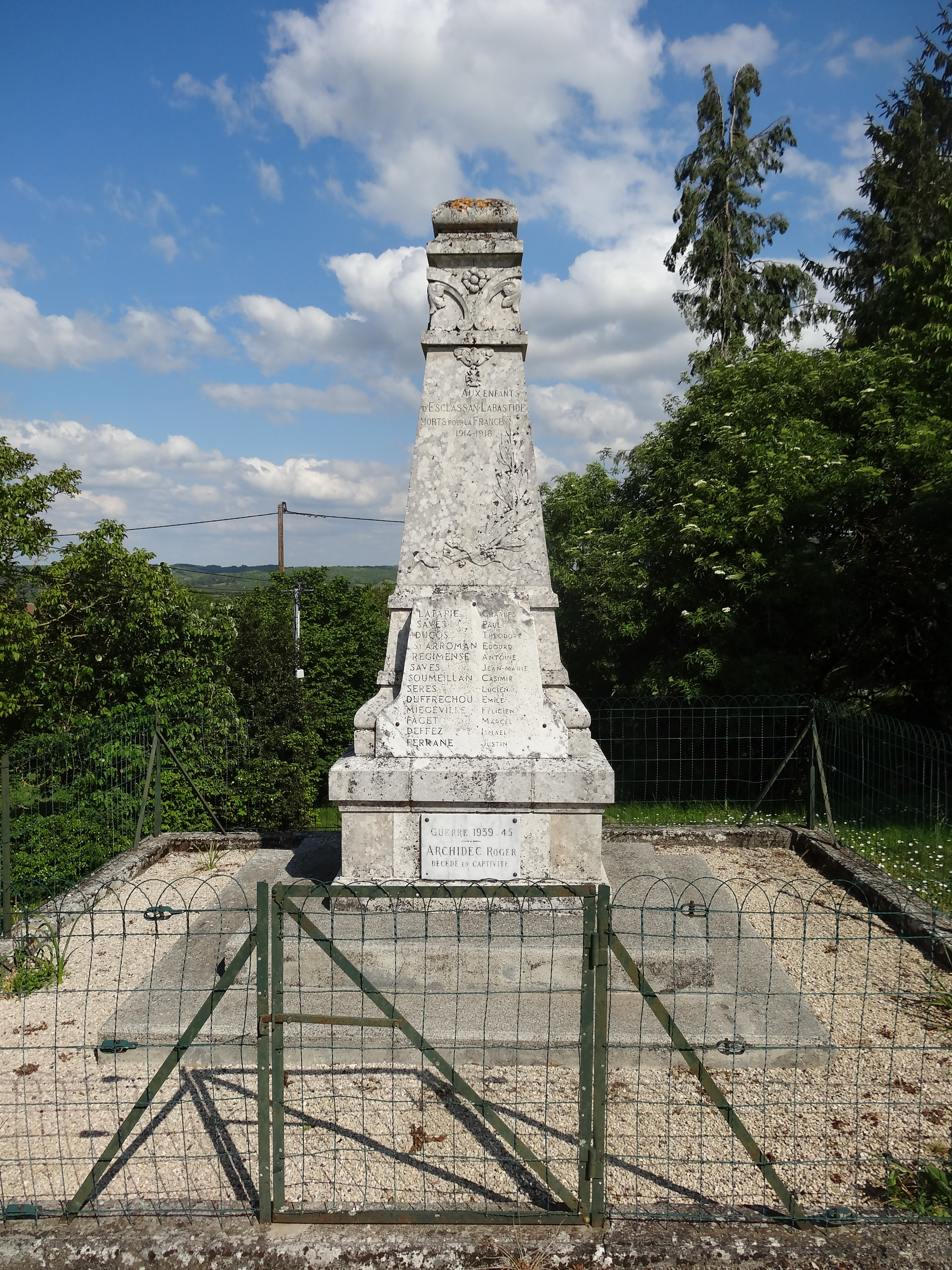
Gefallenendenkmal